# Bruxelles-Ingooigem 1987
La Bruxelles-Ingooigem 1987, quarantesima edizione della corsa, si svolse il 17 giugno. Fu vinta dal belga Dirk Clarysse della squadra TeVe Blad-Eddy Merckx davanti ai connazionali Johan Capiot e Yvan Lamote.

## Ordine d'arrivo (Top 10)
| Pos. | Corridore           | Squadra                         | Tempo    |
| ---- | ------------------- | ------------------------------- | -------- |
| 1    | Dirk Clarysse       | TeVe Blad-Eddy Merckx           | 4h55'00" |
| 2    | Johan Capiot        | Roland-Skala-TW                 | s.t.     |
| 3    | Yvan Lamote         | Hitachi-Marc                    | s.t.     |
| 4    | Hendrik Redant      | Robland-Isoglass-Galli          | s.t.     |
| 5    | Ferdi Van den Haute | ADR-Fangio-IOC-MBK              | s.t.     |
| 6    | Johan Bruyneel      | SEFB-Gipiemme                   | s.t.     |
| 7    | Frans Maassen       | Superconfex-Kwantum Hallen-Yoko | s.t.     |
| 8    | Koen Van Rooy       | Roland-Skala-TW                 | s.t.     |
| 9    | Jan Bogaert         | Transvemij-Van Schilt-Floorgres | s.t.     |
| 10   | Werner Devos        | Lucas-Mullers-Orbea             | s.t.     |